# Tilen Mlakar
Tilen Mlakar (ur. 26 kwietnia 1995 w Postojnej) – słoweński piłkarz grający głównie na pozycji lewego obrońcy w słoweńskim klubie Ilirija 1911. Mlakar jest zawodnikiem uniwersalnym, grał na pozycjach lewego i prawego obrońcy, lewego, środkowego, ofensywnego i prawego pomocnika, lewego i prawego skrzydłowego oraz środkowego napastnika.